# Bousignies-sur-Roc

Bousignies-sur-Roc este o comună în departamentul Nord, Franța. În 1 ianuarie 2022 avea o populație de 374 de locuitori.